# Kádár-címer

A Kádár-címer

Kádár-címernek nevezik Magyarország 1957. május 23. és 1990. július 11. közötti címerét, melyet az 1957. évi II. törvény vezetett be és az 1990. évi XLIV. törvény cserélt le.

## Leírása
1957. évi II. törvény 3. § Az Alkotmánynak a Magyar Népköztársaság címeréről szóló 67. §-a a következőképpen módosul:
„67. § A Magyar Népköztársaság címere: kétoldalt búzakoszorúval egybefogott, világoskék mezőben álló, ívelt oldalú piros-fehér-zöld színű pajzs. A búzakoszorút balról piros-fehér-zöld, jobbról vörös színű szalag fonja át. A pajzs fölött középen elhelyezett ötágú vörös csillag aranyszínű sugarakat bocsát a mezőre.”

## Története
1956 októberének felkelői – egyfajta „heraldikai népítélettel” – kivágták a magyar zászlók közepéből a rákosista címereket, s hitet tettek az 1949 előtti – ekkor már általánosan Kossuth-címerként emlegetett – koronátlan kiscímer mellett. Ez utóbbi népszerűsége 1956 őszén olyannyira osztatlan volt, hogy még a november 4-i szovjet fegyveres beavatkozás eredményeként hatalomra jutott Kádár János is a Kossuth-címer államcímerkénti megtartása mellett nyilatkozott egy ideig. De nem sokáig. A hatalmukat restauráló kommunista erők 1957-ben Légrády Sándor grafikusművésszel újabb, az ő eszméiket tükröző államcímert terveztettek, amely 1990 nyaráig szimbolizálta Magyarországot. Az 1949-es államcímerhez képest az új jelkép szakmai szempontból kétségtelenül nagy lépést jelentett előre, mert vörössel, fehérrel és zölddel vágott, a Kossuth-címer körvonalait idéző tárcsapajzsa révén szigorúan vett címertani értelemben is címernek volt tekinthető, ellentétben a Rákosi-címerrel, amelynek nem volt pajzsa. Sisakdíszeként a kommunista szimbólumot, a lebegő ötágú vörös csillagot szerepeltették, a pajzsot jobb oldalon nemzetiszínű, bal oldalon vörös szalaggal átfogott sárga búzakoszorú-kartus környezte. A búzakoszorú és a pajzs közé azonban odakerült – a tervező által minden bizonnyal az 1949-es címerből átvett – antiheraldikus kék mező is, amelyre a vörös csillag sárga („aranyszínű”) sugarakat bocsátott. E címer szimbolikája meglehetősen egyszerű volt: a kor hivatalos ideológiájának megfelelően a pajzstartóként alkalmazott búzakalászok a parasztságot, a sisakdíszként szereplő ötágú vörös csillag az ország kommunista jellegét és egyben a munkásságot volt hivatva megjeleníteni. A kommunista hagyományokra és nemzetköziségre utalt a jobb oldali búzakalászt átfogó vörös szalag is. Ugyanakkor alapos címertani ismeretek hiányában sem a címer „megrendelői”, sem Légrády, sem a Kossuth-címert a „reakció trójai falova” minősítéssel ellátó, mögötte a „kapitalizmus és a fasizmus restaurációjának a törekvéseit kereső”, újságíróból lett alkalmi heraldikus Várkonyi Endre nem vették észre, hogy – paradox módon – az 1957-es címer, ha lehet, még a Kossuth-címernél is „nemzetibb”, hiszen fő alkotóelemének, a pajzsnak a vágásain kizárólag a nemzeti színek szerepelnek; minden kommunista szimbólum a heraldikai szakember szemében másodlagos, külső alkotóelemek közé került. A címerben hangsúlyozott nemzeti jelleg azonban kiüresedetten, konkrét történelmi tudattartalmak nélkül jelentkezett, hiszen a pajzs nemzeti színű vágásai mögött csak a heraldikát igen alaposan értők ismerhették fel az ősi magyar címer vörössel és ezüsttel hétszer vágott hármas halmának a zöldjét, így az 1957-es címer ennyire áttételesen már csak alig-alig utalt a történelmi magyar címer egyes ábrázolásaiból kiolvasható szimbólumokra. Az „utca embere”, a nem heraldikus szemlélő teljes joggal láthatta úgy, hogy heraldikatörténetileg nézve az 1957-es címer a pajzs formáján kívül semmit sem vett át évezredes, önálló, folyamatos államiságunk szimbólumából, történelmi címerünkből.
A címert 1990. július 3-án az Alkotmány módosításáról szóló 1990. évi XLIV. törvényben cserélték le, helyette újra a Szent Koronás kiscímer lett az ország hivatalos címere

## Galéria

Kádár-címeres zászló a modern Kádár-címerrel(1970-es évektől 1990-ig)

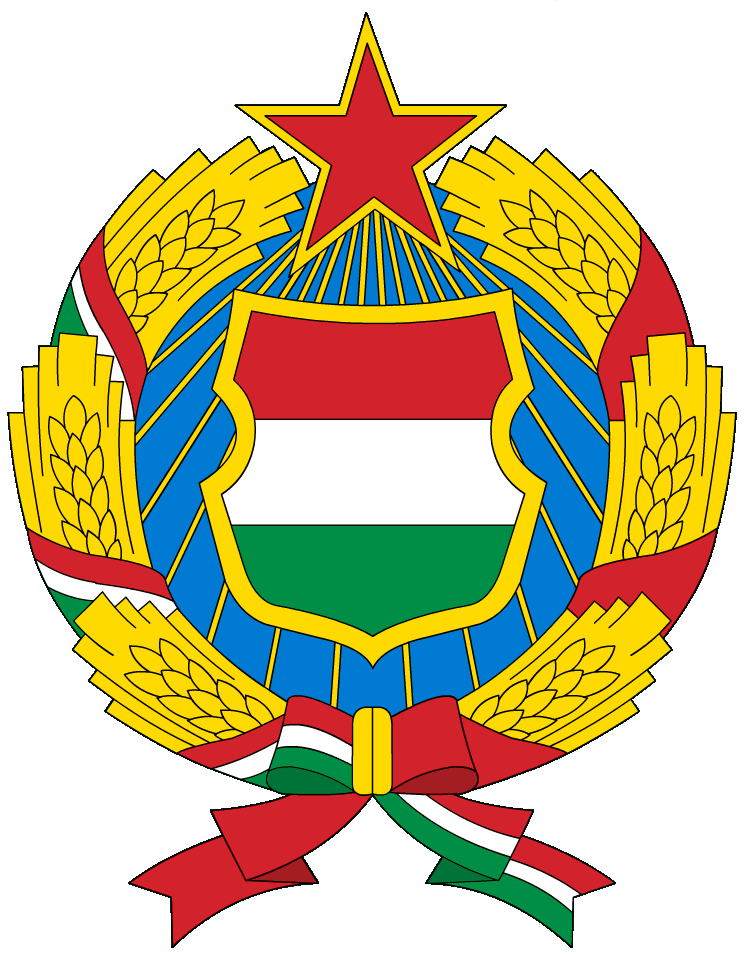
1957-től 1962-ig használt Kádár-címer

1960-as,70-es években elterjedt címer

## Külső hivatkozás
- A Kádár-címer, Magyarország címere 1957-től 1990-ig